# Solpuga atriceps
Espèce
Solpuga atriceps est une espèce de solifuges de la famille des Solpugidae.

## Distribution
Cette espèce est endémique d'Afrique du Sud. Elle se rencontre vers Manaba.

## Description
La femelle holotype mesure 52,5 mm.

## Publication originale
- Lawrence, 1949 : New species of Solifugae in the collection of the Transvaal Museum. Annals of the Transvaal Museum, vol. 21, p. 201–208 (texte intégral).